# Wolfgang Ulm

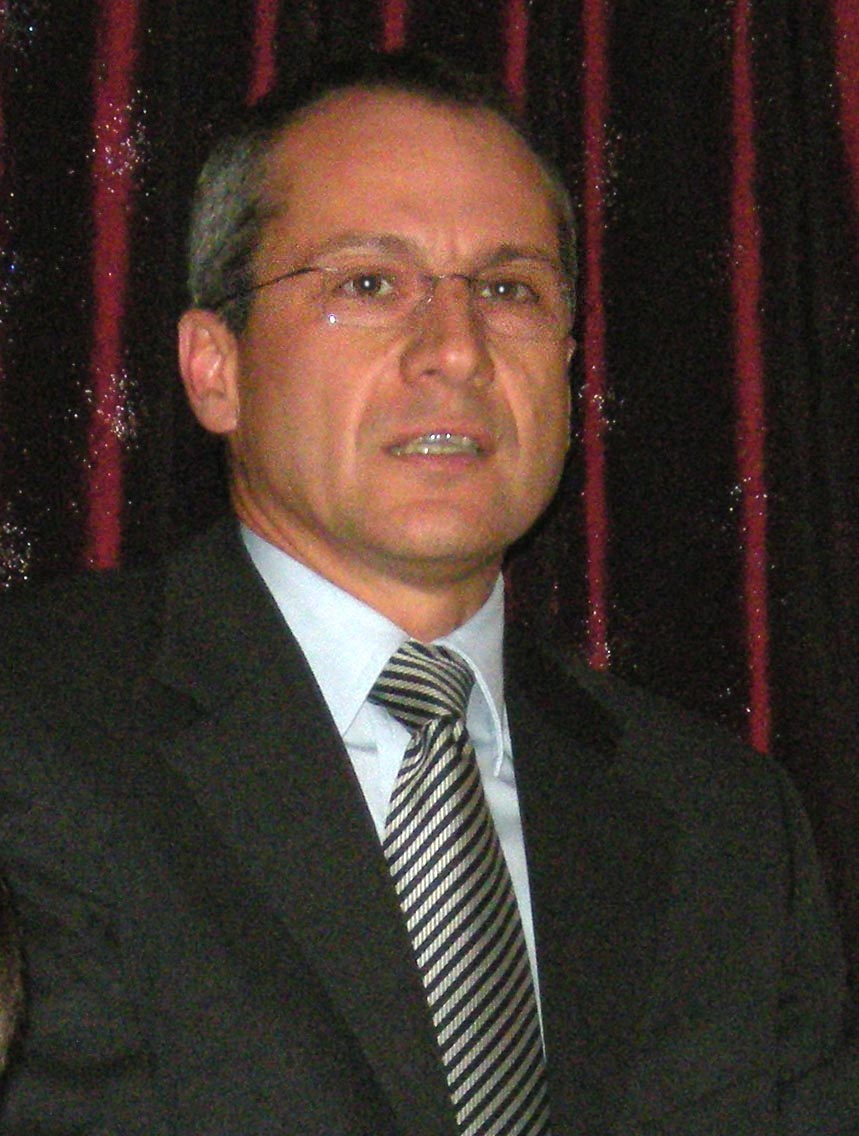
Wolfgang Ulm, Wien 2010

Wolfgang Ulm (* 22. Juli 1963 in Wien) ist ein österreichischer Politiker (ÖVP) und Rechtsanwalt. Er ist seit 1997 Abgeordneter zum Wiener Landtag und Mitglied des Wiener Gemeinderats und seit 2005 Landesparteiobmann-Stellvertreter.

## Leben
Wolfgang Ulm studierte nach der Matura Rechtswissenschaften und promovierte 1988 zum Dr. juris. 1992 legte er die Rechtsanwaltsprüfung ab, seit 1995 ist er als selbstständiger Rechtsanwalt tätig.
Ulm engagierte sich ab 1982 in der Jungen Volkspartei (JVP) und war zunächst Bezirksobmann der JVP in Simmering. Zwischen 1991 und 1997 war er Wiener Landesobmann der JVP. Nachdem Ulm zwischen 1996 und 2002 erstmals Landesparteiobmann-Stellvertreter gewesen war, wurde er 2005 erneut in diese Funktion gewählt. Ulm vertritt die ÖVP seit 1997 im Wiener Landtag und Gemeinderat und ist seit 2001 Sicherheitssprecher der ÖVP Wien. Er ist in der 18. Gesetzgebungsperiode Mitglied des Unvereinbarkeitsausschusses und Mitglied des Immunitätskollegiums. Ulm, der sich auch in der Bezirkspolitik engagiert, ist seit 2002 Bezirksparteiobmann der ÖVP Alsergrund.
Ulm ist verheiratet, hat zwei Kinder und lebt mit seiner Frau in Wien-Hietzing.

## Auszeichnungen (Auswahl)
- 2023: Großes Silbernes Ehrenzeichen für Verdienste um das Land Wien[1]